# Anthephora argentea
Anthephora argentea är en gräsart som beskrevs av Antonie Petrus Gerhardy Goossens. Anthephora argentea ingår i släktet Anthephora och familjen gräs. Inga underarter finns listade i Catalogue of Life.